# Kurt Furgler
Kurt Furgler  (San Galo, 24 de junio de 1924 – San Galo, 23 de julio de 2008) fue un político suizo miembro del Partido Demócrata Cristiano (PDC). Fue miembro del Consejo Federal durante quince años (de 1972 a 1986) y ejerció en tres ocasiones el cargo de Presidente de la Confederación Suiza (1977, 1981 y 1985), lo que le convierte en el segundo mandatario más longevo del periodo de posguerra, por detrás de Max Petitpierre (1945-1961).

## Biografía
Furgler era hijo de un comerciante textil de San Galo. Estudió Derecho en las universidades de Friburgo, Zúrich y Ginebra. Se doctoró en 1948, y se colegió y ejerció la abogacía en San Galo. Fue brigadier del ejército suizo, el más alto rango militar alcanzado por un consejero federal después de la Segunda Guerra Mundial. Furgler fue el fundador del club deportivo TSV St. Otmar St. Gallen, en cuyo equipo de balonmano participó como jugador y entrenador.
Kurt Furgler estaba casado desde 1950 con Ursula Stauffenegger y tenía seis hijos. Falleció a los 84 años de edad en su ciudad natal a causa de una insuficiencia cardíaca. Su funeral, celebrado en la Catedral abacial de San Galo, contó con la presencia de numerosos ex-consejeros federales.

## Carrera política

Kurt Furgler en la Sala del Consejo Nacional (1985)

Comenzó su actividad política como secretario de los socialcristianos de San Galo, el ala progresista del PDC. Fue miembro del Gran Consejo del cantón de San Galo (1957-60) y en 1954 fue elegido miembro del Consejo Nacional. En el Parlamento Federal, se interesó sobre todo por cuestiones jurídicas y de política exterior. De 1963 a 1971 presidió el grupo parlamentario conservador socialcristiano (actual PDC). En el verano de 1964, presidió la comisión parlamentaria de investigación del escándalo de los Mirage, que condujo a la reorganización del Departamento Militar y al refuerzo del control parlamentario.
Convencido de la importancia de la integración europea para Suiza, abogó por una política de acercamiento en un discurso pronunciado el 9 de diciembre de 1968, en el que criticó duramente la falta de visión del Consejo Federal. Entre 1967 y 1971 fue miembro de la delegación suiza en la Asamblea Parlamentaria del Consejo de Europa.
Fue elegido consejero federal el 8 de diciembre de 1971 y se hizo cargo del Departamento de Justicia y Policía. Una de sus principales preocupaciones fue el reparto de competencias entre la Confederación y los cantones.
Furgler defendió el artículo constitucional sobre la igualdad de derechos entre hombres y mujeres, reformó el derecho de familia (especialmente en el campo del derecho de los menores y de la adopción) y la ordenación del territorio, dirigió la comisión de expertos encargada de elaborar la revisión completa de la Constitución Federal –que posteriormente fracasó– y abogó activamente por la creación del cantón del Jura. Fue conocido sobre todo por la Ley Furgler, que restringía la adquisición de bienes inmuebles por parte de ciudadanos extranjeros. Además, fue el artífice de reformas destinadas a estabilizar el número de trabajadores extranjeros, controlar el asilo y facilitar la adquisición de la nacionalidad suiza. Hombre profundamente católico, en 1974 rehusó defender en el Parlamento un proyecto de liberalización del derecho penal en materia de aborto, invocando la cláusula de conciencia. En 1982, encabezó el gabinete de crisis durante el episodio de la toma de rehenes en la embajada polaca en Berna.

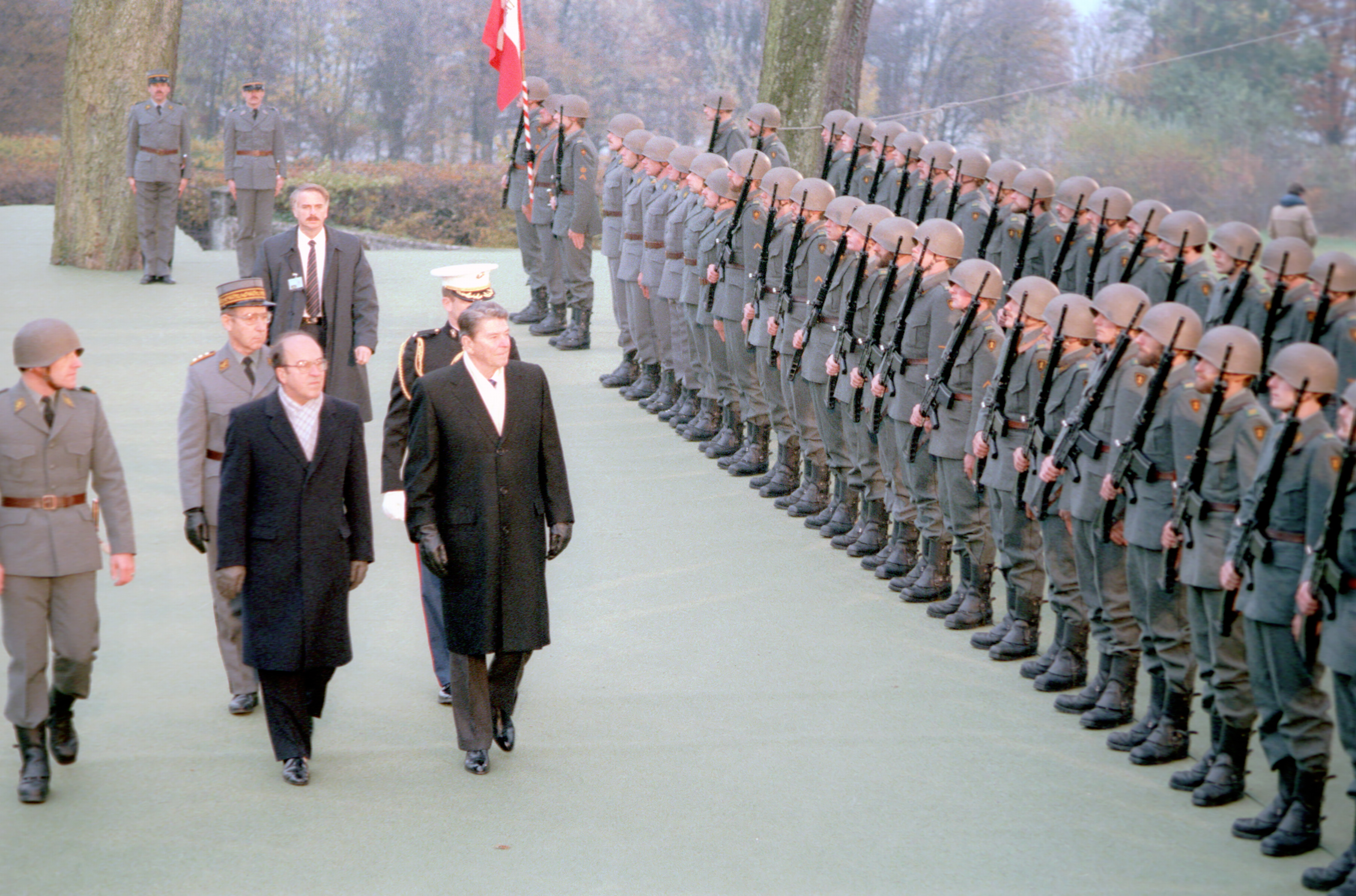
Kurt Furgler con el presidente de los Estados Unidos Ronald Reagan (1985)

En 1983, Furgler pasó a dirigir el Departamento de Economía Pública, cargo que ostentaría hasta su dimisión del gobierno, el 31 de diciembre de 1986. En 1984 firmó la Declaración de Luxemburgo, en la que la AELC y la CEE expresaban su voluntad de cooperar más allá del marco del libre comercio.
Furgler fue presidente de la Confederación en 1977, 1981 y 1985 y vicepresidente en 1976, 1980 y 1984. En noviembre de 1985, durante su última presidencia, fue el anfitrión de Mijaíl Gorbachov y Ronald Reagan en la Cumbre de Ginebra, relativa al desarme nuclear.

## Retiro
Tras dimitir del Consejo Federal el 31 de diciembre de 1986, Kurt Furgler fue miembro de varios consejos de administración, miembro del InterAction Council (una asociación de exjefes de Estado y de gobierno), presidente de la Fundación Suiza de Apoyo al Deporte y vicepresidente del Club de Roma, del que fue miembro honorario hasta su muerte.
Fue nombrado doctor honoris causa por la Universidad de Boston y la Universidad de San Galo, y en 1989 recibió el premio Robert Schuman por su labor en favor de la integración europea.
En el año 2000 fue nombrado miembro honorario del Comité Olímpico Internacional. En 2002 abogó por una mayor presencia de Suiza en la escena internacional, y junto con otros cuatro ex consejeros federales, copresidió un comité a favor de la adhesión de Suiza a la ONU.